# Adelin Moulis
Pour les articles homonymes, voir Moulis.
Adelin Moulis, né le 20 juin 1896 à Fougax-et-Barrineuf (Ariège) et mort le 4 mai 1996 à Mazères (Ariège), est un poète, historien et folkloriste français. Écrivain de langue française comme de langue d'oc, il a rédigé des ouvrages d'érudition sur l'Ariège et recueilli de nombreux contes traditionnels de ce département.

## Biographie
Adelin Moulis naît le 20 juin 1896 dans le hameau de Fauché à Fougax-et-Barrineuf, en Ariège. Il obtient son certificat d’études à 13 ans, son brevet élémentaire en 1913 et se destine à l'enseignement lorsqu'éclate la Première Guerre mondiale. Il se distingue et obtient plusieurs citations. Après la guerre, il gère une entreprise commerciale en Côte d'Ivoire. Il revient en France en 1922, à l'âge de 26 ans, et travaille à la Société du Gaz de Paris. 
À Paris, il étudie la préhistoire, l'histoire et le folklore. Il devient membre de la Société préhistorique française, fréquente les Archives nationales, les bibliothèques et commence à recueillir des informations sur l’Ariège, son histoire, sa géographie, ses coutumes, ses traditions et sa langue. 
Il est par trois fois lauréat de l'Académie française : son ouvrage Ax-les-Thermes reçoit le prix Georges-Goyau en 1972 ; en 1974, Vieux sanctuaires ariégeois est recompensé par le prix Toutain (ces deux prix récompensent un ouvrage traitant d'histoire régionale) ; enfin le Dictionnaire Français-Languedocien reçoit le prix Saintour en 1979. Conteur et auteur de poésies en langue d'oc, il fut élu majoral du Félibrige en 1968. Membre de l'École des Pyrénées créée par Bernard Sarrieu, il fut dix fois lauréat de ses Jeux Floraux. Parmi ses nombreux travaux sur la langue d'oc, il collecte des contes traditionnels en occitan, publiés en édition bilingue. 
À partir de sa retraite en 1947, Adelin Moulis est revenu vivre en Ariège, à Verniolle où il a écrit jusqu'à l'âge de 97 ans. L'essentiel de son œuvre aura eu pour sujet son département natal. Parmi ses ouvrages il faut noter le  Dictionnaire biographique et généalogique des Ariégeois, édité en 2001 (mille pages en deux tomes), qui comporte plus de 700 notices.

#### Œuvres d'Adelin Moulis
Adelin Moulis a écrit une cinquantaine de livres sur l’Ariège, parmi lesquels :
- Vieux sanctuaires ariégeois, Verniolle, édition de l'auteur, 1967 (prix Toutain de l'Académie Française en 1974).
- Le tombeau de marbre de Gaston de Foix, Foix, Société ariégeoise des sciences, lettres et arts, 1969.
- Croyances, superstitions, observances en comté de Foix, Loubatières, 1995.
- La Vie de nos ancêtres, comté de Foix et vicomté de Couserans, La Pensée universelle, 1986.
- L’Ariège et ses châteaux féodaux, Verniolle, édition de l'auteur, 1964 (Résonances, 1979 pour la réédition).
- Montségur et le drame cathare, Verniolle, édition de l'auteur, 1968.
- Montségur, citadelle cathare, préface de Julien Gracq ; illustrations Marcel Bonnéric, Paris, Guénégaud , 1979.
- Visages d’Ariège, Verniolle, édition de l'auteur, 1964 (Résonances, 1979 pour la réédition)
- Traditions et coutumes de mon terroir, Nîmes, Lacour, 1995
- Légendaire de l’Ariège, avant-propos d’Isabelle Sandy, rééd., Nîmes, Lacour, 1995
- Dicciunari lengodoucian-frances, Verniolle, édition de l'auteur, 1978 (Nîmes, Lacour, 1995 pour la réédition)
- Dictionnaire Français-Languedocien, Nîmes, Lacour, collection Colporteur, 1997 (prix Saintour de l'Académie Française, 1979).
- Ax-les-Thermes, huis de l'Andorre, Verniolle, édition de l'auteur, 1970 (prix Georges-Goyau de l'Académie Française en 1972).

#### Ouvrages sur Adelin Moulis
- Gilles Castroviejo, Adelin Moulis, cent ans pour l'Ariège, Lacour, collection Colporteur, Nimes, 1996.
- Association sur les pas d'Adelin Moulis, Adelin Moulis, le chantre de l'Ariège, éditions La Méridienne du monde rural, 2012.